# Eucalymnatus chelonioides
Eucalymnatus chelonioides är en insektsart som först beskrevs av Robert Newstead 1917.  Eucalymnatus chelonioides ingår i släktet Eucalymnatus och familjen skålsköldlöss.
Artens utbredningsområde är Guyana. Inga underarter finns listade i Catalogue of Life.